# Sterculia cinnamomifolia
Sterculia cinnamomifolia là một loài thực vật có hoa trong họ Cẩm quỳ. Loài này được Tsai & Mao miêu tả khoa học đầu tiên năm 1964.